# Mahassine Siad
Mahassine Siad (* 2. Januar 1988 in Casablanca) ist eine marokkanische Beachvolleyballspielerin.

## Karriere
Siad nahm 2015 mit Ikram Ettayfi an der Weltmeisterschaft in den Niederlanden teil. Dort gewann das Duo keinen Satz und schied als Gruppenletzter nach der Vorrunde aus. 2017 spielte Siad mit Imane Zeroual auf der FIVB World Tour das niedrig bewertete Turnier (ein Stern) in Agadir und wurde Neunte. Über die CAVB-Vorentscheidung qualifizierten sich die beiden Marokkanerinnen für die Weltmeisterschaft 2017 in Wien. Dort verloren sie in der Vorrunde gegen die drei deutschen Duos Ludwig/Walkenhorst, Borger/Kozuch und Glenzke/Großner und schieden ohne Satzgewinn als Gruppenletzte aus.